# Campeonato Mundial de Waterpolo Masculino de 1982
El IV Campeonato Mundial de Waterpolo Masculino se celebró en Guayaquil (Ecuador) entre el 29 de julio y el 8 de agosto de 1982 en el marco del IV Campeonato Mundial de Natación. El evento fue organizado por la Federación Internacional de Natación (FINA) y la Federación Ecuatoriana de Natación.

## Grupos
| Grupo A             | Grupo B         | Grupo C | Grupo D      |
| ------------------- | --------------- | ------- | ------------ |
| Italia              | Australia       | China   | Francia      |
| Alemania Occidental | Unión Soviética | Hungría | Yugoslavia   |
| Nueva Zelanda       | Egipto          | Grecia  | Canadá       |
| España              | Estados Unidos  | Cuba    | Países Bajos |

## Fase preliminar
Los primeros dos de cada grupo alcanzan la fase principal. Los equipos restantes juegan entre sí por los puestos 13 a 16.

### Grupo A
| Equipo              | J | G | E | P | GF | GC | DG  | PTS |
| ------------------- | - | - | - | - | -- | -- | --- | --- |
| Alemania Occidental | 3 | 3 | 0 | 0 | 33 | 19 | +14 | 6   |
| España              | 3 | 2 | 0 | 1 | 36 | 18 | +18 | 4   |
| Italia              | 3 | 1 | 0 | 2 | 36 | 23 | +13 | 2   |
| Nueva Zelanda       | 3 | 0 | 0 | 3 | 12 | 57 | -45 | 0   |

### Grupo B
| Equipo          | J | G | E | P | GF | GC | DG  | PTS |
| --------------- | - | - | - | - | -- | -- | --- | --- |
| Unión Soviética | 3 | 3 | 0 | 0 | 35 | 14 | +21 | 6   |
| Estados Unidos  | 3 | 2 | 0 | 1 | 36 | 15 | +21 | 4   |
| Australia       | 3 | 1 | 0 | 2 | 36 | 20 | +16 | 2   |
| Egipto          | 3 | 0 | 0 | 3 | 5  | 63 | -58 | 0   |

### Grupo C
| Equipo  | J | G | E | P | GF | GC | DG  | PTS |
| ------- | - | - | - | - | -- | -- | --- | --- |
| Hungría | 3 | 3 | 0 | 0 | 38 | 19 | +19 | 6   |
| Cuba    | 3 | 2 | 0 | 1 | 28 | 23 | +5  | 4   |
| China   | 3 | 1 | 0 | 2 | 26 | 35 | -9  | 2   |
| Grecia  | 3 | 0 | 0 | 3 | 20 | 35 | -15 | 0   |

### Grupo D
| Equipo       | J | G | E | P | GF | GC | DG  | PTS |
| ------------ | - | - | - | - | -- | -- | --- | --- |
| Yugoslavia   | 3 | 3 | 0 | 0 | 33 | 26 | +7  | 6   |
| Países Bajos | 3 | 2 | 0 | 1 | 26 | 17 | +9  | 4   |
| Francia      | 3 | 1 | 0 | 2 | 26 | 36 | -10 | 2   |
| Canadá       | 3 | 0 | 0 | 3 | 27 | 33 | -6  | 0   |

## Fase principal
Los primeros dos de cada grupo disputan la fase final.

### Grupo E
| Equipo              | J | G | E | P | GF | GC | DG | PTS |
| ------------------- | - | - | - | - | -- | -- | -- | --- |
| Unión Soviética     | 3 | 3 | 0 | 0 | 27 | 20 | +7 | 6   |
| Alemania Occidental | 3 | 2 | 0 | 1 | 24 | 24 | 0  | 4   |
| Estados Unidos      | 3 | 1 | 0 | 2 | 21 | 21 | 0  | 2   |
| España              | 3 | 0 | 0 | 3 | 18 | 25 | -7 | 0   |

### Grupo F
| Equipo       | J | G | E | P | GF | GC | DG | PTS |
| ------------ | - | - | - | - | -- | -- | -- | --- |
| Hungría      | 3 | 3 | 0 | 0 | 28 | 24 | +4 | 6   |
| Países Bajos | 3 | 1 | 0 | 2 | 21 | 21 | 0  | 2   |
| Yugoslavia   | 3 | 1 | 0 | 2 | 25 | 26 | -1 | 2   |
| Cuba         | 3 | 1 | 0 | 2 | 24 | 27 | -3 | 2   |

## Fase final
| Equipo              | J | G | E | P | GF | GC | DG | PTS |
| ------------------- | - | - | - | - | -- | -- | -- | --- |
| Unión Soviética     | 3 | 2 | 1 | 0 | 25 | 20 | +5 | 5   |
| Hungría             | 3 | 2 | 0 | 1 | 21 | 20 | +1 | 4   |
| Alemania Occidental | 3 | 1 | 1 | 1 | 22 | 23 | -1 | 3   |
| Países Bajos        | 3 | 0 | 0 | 3 | 16 | 21 | -5 | 0   |

## Medallero
|                 |         |                     |
| Unión Soviética | Hungría | Alemania Occidental |

## Estadísticas

### Clasificación general
| 1. Unión Soviética     |
| 2. Hungría             |
| 3. Alemania Occidental |
| 4. Países Bajos        |
| 5. Cuba                |
| 6. Estados Unidos      |
| 7. Yugoslavia          |
| 8. España              |
| 9. Italia              |
| 10. China              |
| 11. Australia          |
| 12. Grecia             |
| 13. Francia            |
| 14. Canadá             |
| 15. Egipto             |
| 16. Nueva Zelanda      |

- Datos: Q845917